# Friedrich Sander (Musiker)
Friedrich Sander (* 30. Juli 1856 in Kaiserslautern; † 9. Juni 1899 in München) war ein deutscher Musiker, Komponist und Musikpädagoge.

## Leben
Friedrich Sander entstammte der Instrumentenbauerfamilie Sander. Sein Vater war Jakob Sander (* 1833 in Ulmet, † 1897 in Kaiserslautern), der in Kaiserslautern eine Instrumentenbauwerkstatt betrieb. Sein Großvater war der Instrumentenbauer Friedrich Jakob Sander (* 1809 in Wolfstein, † 1876 in Kaiserslautern), der 1834 die „Erste pfälzische Geigenbau-Anstalt“ in Kaiserslautern gründete. Von seinen neun Geschwistern wurden vier ebenfalls Instrumentenbauer.
Friedrich Sander spielte Violine, Trompete und weitere Instrumente und wirkte in der väterlichen „Capelle Sander“ mit. Er erweiterte deren Repertoire durch eigene Kompositionen im Stil der westpfälzer Wandermusikanten. Seit 1877 besuchte er die Königlich Bayerische Musikschule in München und wurde bereits am 1. August 1878 als Violinist in der Königlich Bayerischen Hofkapelle angestellt. Auch in dieser Stellung setzte er seine Musikstudien an der Musikschule fort und absolvierte sie im Jahre 1882. Benno Walter war sein Violinlehrer.
Mit ministerieller Entschließung vom 11. Mai 1890 wurde er als Violinlehrer und Chordirigent am k. Maximiliansgymnasium in München angestellt und übernahm damit die Stelle des verstorbenen Musiklehrers Karl Ramftler (18. Dezember 1843–10. April 1890).
Friedrich Sander verstarb am 9. Juli 1899 in München. Seinen Nachlass bewahrt die Städtische Bibliothek (Gasteig) – Musikbibliothek in München.

## Werke
Bereits als Schüler der Königlich Bayerischen Musikschule in München war Friedrich Sander als Komponist tätig. Zwei Stücke für Violine und Orchester, Legende und Capriccio, wurden im Jahr 1885, ein größeres Tongemälde Heroide im Jahre 1892 an der Musikalischen Akademie in München aufgeführt. Er schuf 12 Kammermusik- und Orchesterwerke und eine Symphonische Dichtung.